# Francisco de Vergara

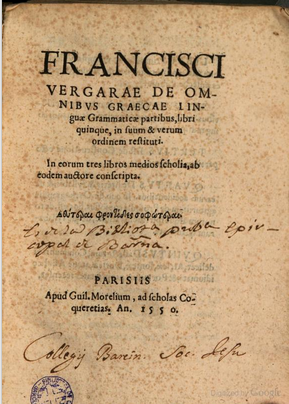
De omnibus graecae linguae grammaticae partibus escrito por Francisco de Vergara.

Francisco de Vergara (¿? - 1545) fue un helenista español.

## Biografía
Hermano del también humanista Juan de Vergara, fue catedrático de griego en la Universidad de Alcalá, donde sustituyó a su maestro, Hernán Núñez de Guzmán, el Pinciano -apodado el "Comendador Griego"-, al tener que huir éste de ella por haber tomado posición junto a los partidarios de los Comuneros. Fue también discípulo de Demetrio Ducas, el Cretense.
Sostuvo correspondencia con Erasmo de Róterdam y compuso una crestomatía griega (1524) para remediar la falta de textos en aquella lengua que había por entonces en las aulas de Alcalá. Con el mismo fin escribió una Gramática griega elemental, De Graecae Linguae Grammatica libri quinque, Alcalá de Henares, 1537, la primera que se conoce en español. 
Tradujo por primera vez la Historia de Teágenes y Cariclea, novela bizantina de Heliodoro, al castellano, versión que se ha perdido. El influjo de esta novela fue determinante en el Persiles de Miguel de Cervantes, si bien se hizo desde otras traducciones de esta obra hechas tras la muerte de Vergara.
- Datos: Q3081975